# Enric Santeugini i Montsalvatge
Enric Santeugini i Montsalvatge, spanisch Enrique Santeugini y Montsalvaje, international auch als Henry Santeugini, Enrico Santeugini, (* 8. Dezember 1894 in Manresa; † 25. Februar 1978 in Terrassa) war ein katalanischer Schlagerkomponist sowie Saxophonvirtuose. Viele seiner Kompositionen sind durch tanzorientierte spanische und katalanische Folkloremusik wie Sardana und Pasodoble geprägt.

## Leben und Werk
Enric Santeuigini ließ sich in Deutschland nieder, wo er Anfang der 1930er Jahre in Berlin tätig wurde. Er entwickelte sich hier zu einem der führenden Unterhaltungsmusiker der späten Weimarer Jahre. Seinen im deutschsprachigen Kulturraum bekanntesten Schlager Mein lieber Schatz, bist du aus Spanien? veröffentlichten und interpretierten 1931 die Comedian Harmonists beim Label Electrola. Textdichter dieses Hits war Fritz Rotter.
Ein weiterer internationaler Erfolgstitel von Santeugini war der eine Liebesgeschichte erzählende Pasodoble Adios Madrecita (Originaltext von Icilio Sterbini), der mit dem deutschen Text Für dich, Rio Rita von Oscar H. Adam eine Hommage an die bekannte gleichnamige Berliner Tanzbar in der Tauentzienstraße darstellte. Dieses Werk wurde in allen großen Tanzsalons der damaligen Berliner Szene gespielt. Die Noten wurden vielfach kopiert und von den besten Tanzorchestern in ihr Repertoire aufgenommen. Es wurden verschiedene Sprachversionen geschaffen. Die aufkommende Radio- und Schallplattenindustrie verbreitete das Stück über Mitteleuropa hinaus nach Skandinavien, ins Baltikum, nach Frankreich, England und von dort aus auch in die USA. Die Aufnahme dieses Titels vom Orchester Marek Weber aus dem Jahr 1932 fand ab 1937 in der damaligen Sowjetunion weite Verbreitung, und der Titel ist bis heute besonders in Russland ein beliebtes Repertoirestück. Das Lied inspirierte in Russland zu weiteren Liedern, die von Santeuginis Pasodoble erzählten. Der russische Regisseur und Drehbuchautor Pjotr Jefimowitsch Todorowski drehte 2008 den Film Riorita.
Nach der Machtergreifung der Nationalsozialisten siedelte Santeugini zunächst nach Schweden über und kehrte später in seine Heimat Katalonien zurück. Er startete im Barceloneser Club Danubio Azul ein neues musikalisches Projekt und suchte, an seine Erfolge in Deutschland anzuknüpfen. Doch sein Projekt war finanziell nicht von Erfolg gekrönt. Die Santeugini hieraus verbliebenen Schulden zwangen ihn, eine bescheidene Stelle als Instrumentalmusiker im Blasorchester des Roten Kreuzes von Barcelona anzunehmen. Die Tanzmusik, die ihn international bekannt gemacht hatte, wurde in seiner Heimat nicht wahrgenommen, beziehungsweise nicht gewürdigt.  Santeuginis Lieder wurden und werden in vielen Ländern gespielt und gesungen. Die Künstlerpersönlichkeit Santeugini wurde zunehmend von seinen Hits verdeckt.
Santeugini stand in der Tradition der Jazz- und Swingpioniere von Barcelona. Er wirkte mit bei der Entwicklung des Pasodobles und der Verbreitung dieser Tanzkultur in ganz Europa. In seiner Spätphase widmete er sich der Komposition von Sardanas.

## Werke
- Zwischen Nelken (Text: Ewald Walter)[7]
- Mein lieber Schatz, bist du aus Spanien? (Text: Fritz Rotter)[8]
- Für dich, Rio Rita (italienischer Text: Icilio Sterbini; deutscher Text: Oscar H. Adam)[9]
- Eine Stunde mit dir, Lolita (Text: Ralph Maria Siegel)[10]
- Conchita (Text: Helmut Scheurer)[11]
- Donna Ines (Od. 0-25250 / Be 10766 / 1934)[12]
- Teresina (Pasodoblelied 1935)[13]
- Quan mor l'amor (Sardana)
- Quatre amics (Sardana)